# ريك ويلسون (مالك فريق ناسكار)
ريك ويلسون (بالإنجليزية: Rick Wilson)‏ هو مالك فريق ناسكار ‏ أمريكي، ولد في 31 يناير 1953 في بارتو في الولايات المتحدة.

## وصلات خارجية
- ريك ويلسون على موقع Racing-Reference.info (الإنجليزية)